# Halowe Mistrzostwa Świata w Lekkoatletyce 1993 – skok w dal kobiet
Skok w dal kobiet – jedna z konkurencji rozgrywanych podczas halowych mistrzostw świata w lekkoatletyce w 1993. Kwalifikacje i finał odbyły się 12 marca.
Do kwalifikacji zgłoszonych zostało 21 zawodniczek z 18 państw.
Zawody w tej konkurencji wygrała reprezentantka Rumunii Marieta Ilcu. Drugą pozycję zajęła zawodniczka z Niemiec Susen Tiedtke, trzecią zaś reprezentująca Ukrainę Inesa Kraweć.

## Wyniki

### Kwalifikacje
Źródło: 
Grupa A
| Miejsce | Zawodniczka            | Państwo                              | Podejście | Podejście | Podejście | Wynik | Uwagi |
| Miejsce | Zawodniczka            | Państwo                              | #1        | #2        | #3        | Wynik | Uwagi |
| ------- | ---------------------- | ------------------------------------ | --------- | --------- | --------- | ----- | ----- |
| 1.      | Renata Nielsen         | Dania                                | 6,17      | 6,64      | –         | 6,64  | NR    |
| 2.      | Dionne Rose            | Jamajka                              | 6,36      | 6,36      | X         | 6,36  |       |
| 3.      | Agata Karczmarek       | Polska                               | 6,21      | 6,17      | 6,28      | 6,28  |       |
| 4.      | Flora Hyacinth         | Wyspy Dziewicze Stanów Zjednoczonych | 6,03      | 6,25      | 6,06      | 6,25  |       |
| 5.      | Jackie Edwards         | Bahamy                               | X         | 6,05      | 6,16      | 6,16  |       |
| 6.      | Fatima Yüksel          | Turcja                               | 6,12      | X         | 5,87      | 6,12  | NR    |
| 7.      | Sharon Couch           | Stany Zjednoczone                    | 6,12      | X         | X         | 6,12  |       |
| 8.      | Elma Muros             | Filipiny                             | 5,90      | 5,96      | 5,81      | 5,96  | NR    |
| 9.      | Natalia Toledo         | Paragwaj                             | 5,28      | X         | 5,31      | 5,31  | NR    |
| –       | Christy Opara-Thompson | Nigeria                              | DNS       | DNS       | DNS       | DNS   |       |

Grupa B
| Miejsce | Zawodniczka         | Państwo | Podejście | Podejście | Podejście | Wynik | Uwagi |
| Miejsce | Zawodniczka         | Państwo | #1        | #2        | #3        | Wynik | Uwagi |
| ------- | ------------------- | ------- | --------- | --------- | --------- | ----- | ----- |
| 1.      | Łarysa Bereżna      | Ukraina | X         | 6,68      | –         | 6,68  |       |
| 2.      | Marieta Ilcu        | Rumunia | 6,67      | –         | –         | 6,67  |       |
| 3.      | Erica Johansson     | Szwecja | 6,61      | –         | –         | 6,61  |       |
| 4.      | Mirela Dulgheru     | Rumunia | X         | X         | 6,57      | 6,57  |       |
| 5.      | Irina Muszaiłowa    | Rosja   | 6,29      | 6,55      | –         | 6,55  |       |
| 6.      | Inesa Kraweć        | Ukraina | 6,38      | 6,51      | –         | 6,51  |       |
| 7.      | Ljudmiła Ninowa     | Austria | 6,50      | –         | –         | 6,50  |       |
| 8.      | Susen Tiedtke       | Niemcy  | 4,77      | 6,45      | –         | 6,45  |       |
| 9.      | Iołanda Czen        | Rosja   | 5,87      | 6,44      | –         | 6,44  |       |
| 10.     | Yang Juan           | Chiny   | 6,26      | 6,39      | X         | 6,39  |       |
| 11.     | Antonella Capriotti | Włochy  | 6,39      | X         | X         | 6,39  |       |

### Finał
Źródło: 
| Miejsce | Zawodniczka         | Państwo | Podejście | Podejście | Podejście | Podejście | Podejście | Podejście | Wynik | Uwagi |
| Miejsce | Zawodniczka         | Państwo | #1        | #2        | #3        | #4        | #5        | #6        | Wynik | Uwagi |
| ------- | ------------------- | ------- | --------- | --------- | --------- | --------- | --------- | --------- | ----- | ----- |
| 01 !    | Marieta Ilcu        | Rumunia | 6,84      | X         | X         | 6,82      | X         | X         | 6,84  |       |
| 02 !    | Susen Tiedtke       | Niemcy  | 6,61      | 6,64      | 6,63      | 6,53      | X         | 6,84      | 6,84  | PB    |
| 03 !    | Inesa Kraweć        | Ukraina | 6,73      | 6,77      | 6,40      | 6,36      | 6,57      | 6,65      | 6,77  |       |
| 4.      | Irina Muszaiłowa    | Rosja   | 6,75      | 6,65      | 6,71      | 6,76      | 6,69      | 6,75      | 6,76  |       |
| 5.      | Łarysa Bereżna      | Ukraina | X         | 6,74      | X         | 6,64      | X         | X         | 6,74  |       |
| 6.      | Erica Johansson     | Szwecja | 6,61      | X         | 6,41      | 6,71      | 6,57      | X         | 6,71  |       |
| 7.      | Ljudmiła Ninowa     | Austria | 6,70      | X         | 6,65      | 6,51      | X         | X         | 6,70  |       |
| 8.      | Mirela Dulgheru     | Rumunia | 6,56      | 6,52      | 6,46      | 6,37      | X         | X         | 6,56  |       |
| 9.      | Renata Nielsen      | Dania   | 6,48      | 6,54      | X         | NQ        | NQ        | NQ        | 6,54  |       |
| 10.     | Antonella Capriotti | Włochy  | X         | 6,48      | 6,22      | NQ        | NQ        | NQ        | 6,48  |       |
| 11.     | Iołanda Czen        | Rosja   | X         | 6,27      | 6,20      | NQ        | NQ        | NQ        | 6,27  |       |
| 12.     | Yang Juan           | Chiny   | X         | 6,15      | 6,13      | NQ        | NQ        | NQ        | 6,15  |       |